# 中太平洋小眼淵魚
中太平洋小眼淵魚（学名：Bathymicrops belyaninae）為輻鰭魚綱仙女魚目青眼魚亞目爐眼魚科的一種，分布於中西太平洋海域，屬深海底棲性魚類，棲息在底層水域，生活習性不明。